# إنغريد لوكاس
إنغريد لوكاس (بالإستونية: Ingrid Lukas)‏ هي مغنية وملحنة وعازفة بيانو إستونية، ولدت في 20 أغسطس 1984 في تالين في إستونيا.

## وصلات خارجية
- الموقع الرسمي
- إنغريد لوكاس على موقع ميوزك برينز (الإنجليزية)
- إنغريد لوكاس على موقع ديسكوغز (الإنجليزية)